# Pseudanthus ovalifolius
Pseudanthus ovalifolius là một loài thực vật có hoa trong họ Picrodendraceae. Loài này được F.Muell. miêu tả khoa học đầu tiên năm 1858.